# Harald Stake
Harald Stake, född den 20 juni 1598 i Österplana socken, död där den 28 september 1677, var en svensk friherre, guvernör, riksråd och generallöjtnant. Han föddes på gården Hönsäter invid Kinnekulle i Västergötland, en gård som släkten Stake hade ägt sedan 1400-talet. Föräldrar var ståthållaren Erik Stake och Ingeborg Posse. Olof Stake var en bror. Harald Stake gifte sig första gången 1639 med Magdalena Sparre och andra gången 1662 med friherrinnan Karin Bielke.

## Biografi
Harald Stake föddes strax efter faderns död, som yngst av fem syskon. Han omhändertogs då av sin farmor, Karin Kagg på Limmareds säteri. Där fick han stanna till dennas död 1605, då han återvände till modern på Hönsäter. År 1614 blev han kammarpage hos kung Gustaf Adolfs syster, Maria Elisabet, hertig Johan av Östergötlands maka.  
Redan som 15-åring hade Stake bestämt sig för den militära banan, han drog ut i fält och fick goda vitsord. Kung Gustav II Adolf fick tidigt upp ögonen för honom och han blev kammarjunkare 1618. Kungen skickade honom till Holland i augusti 1620 för att där utbilda sig militärt under prins Moritz av Oranien. Efter sin hemkomst blev han först fänrik vid Joh. Reuters regemente 1623, befordrades 1624 till kornett vid Upplands ryttare, och 1625 blev han häradshövding i Stranda härad i Småland. Han utnämndes 1627 till löjtnant vid Västgöta kavalleri och 1629 till ryttmästare och kvartermästare.
Stake följde nu med Gustav II Adolf på dennes krigståg, och räddade livet på kungen den 18 juli 1631 i det ryska kriget vid Burgstall, ej långt från svenskarnas läger i Werben. Denna bedrift knöt honom för alltid till kungens sida, så att han oavbrutet sedan följde Gustav II Adolf fram till dennes död. År 1634 befordrades han av drottning Christina till major och den 3 juli 1635 till överstelöjtnant. Därefter blev han den 20 april 1638 överste och chef för Västgöta kavalleriregemente. 

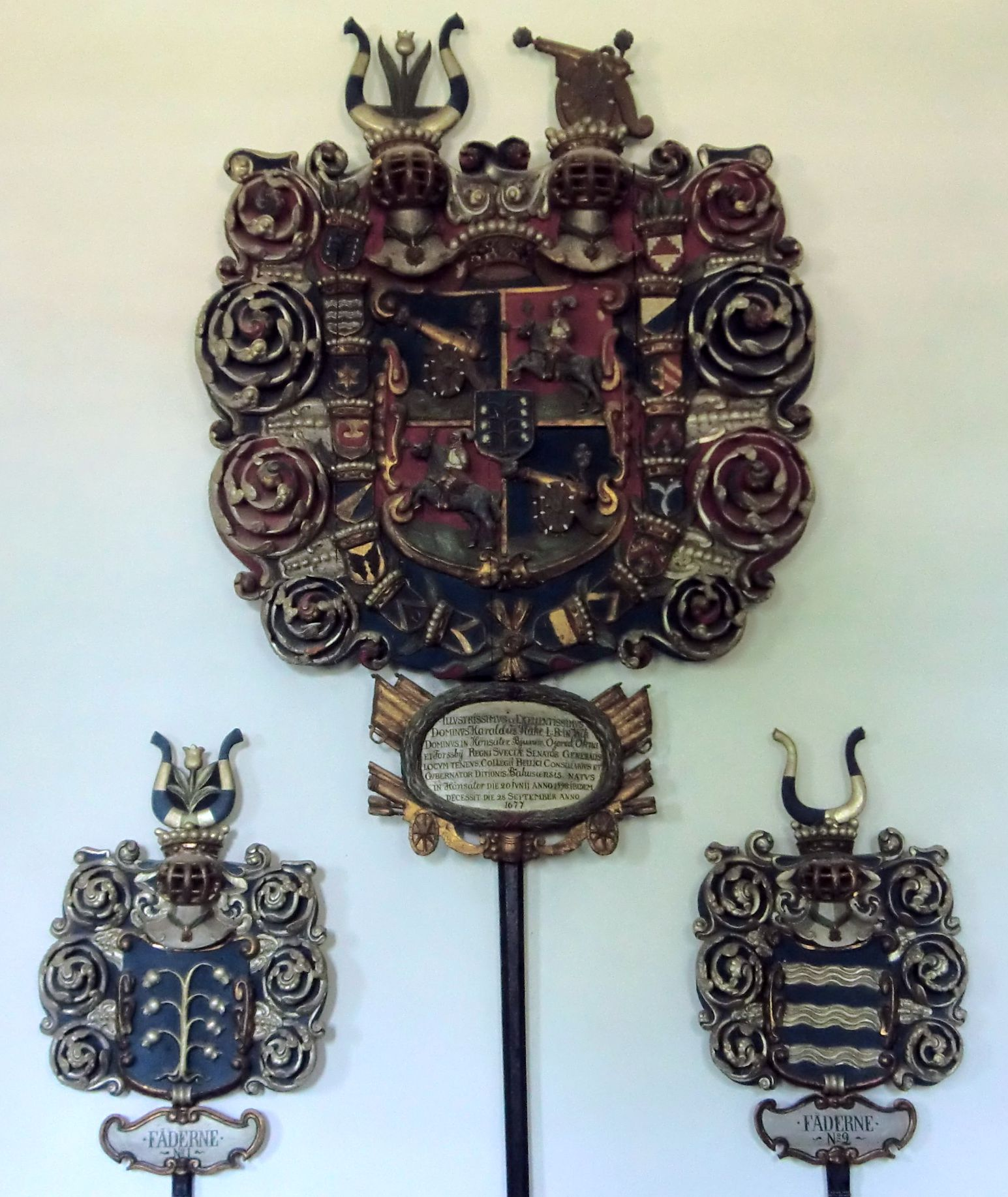
General Harald Stakes huvudbaner, Hönsäters kapell, Kinnekulle.

Efter hemkomsten från det 30-åriga kriget deltog Harald Stake i striderna mot danskarna i Skåne och Bohuslän. Den 16 april 1644 ledde han Västgöta ryttare i ett slag mot snapphanar vid Hasselbro. 18 oktober 1644 deltog han i slaget vid Värplinge. 1645 ryckte med sitt regemente norrut för att försvara Göteborg.
 Där var han bland annat med om att stoppa danskarnas framryckning vid Landvetter 27 maj 1645, samt i striderna vid Gamlestaden och på Hisingen under Hannibal Sehesteds anfall mot Göteborg i augusti 1645, det så kallade slaget vid Ranängen.
År 1648 utsågs han till guvernör över Skaraborgs län. Han var dessutom nu generalmajor och upphöjdes 1651 till friherrligt stånd. Även den så kallade Krabbefejden satte honom på prov och han deltog med sitt förband i striderna mot dansk-norska trupper i Götaälvdalen 1657, bland annat i slaget vid Hjärtum den 27 september. Han blev samma år utnämnd till riksråd.
Genom freden i Roskilde 1658 blev bland annat Bohuslän redan i februari en svensk provins, och den 27 mars samma år utnämndes Harald Stake till guvernör i Bohuslän, med "Kongelf" som residensort och 1659 blev han generallöjtnant.
Under Bjelkefejden 1658–1660 ledde han två svenska försök att inta Halden, utan att lyckas.
Stake var dessutom en ytterst skicklig diplomat och organisatör. Han organiserade länets första skatte- och domstolsväsende, stärkte det svenska försvaret och verkade aktivt för att handeln skulle utvecklas. En äldre präst, som motarbetat införlivningen av Bohuslän, in till Bohus slott och togs emot av guvernör Stake med orden; "När vi svenske krigsbussar dricka gott öl, bliva vi på slutet likaså kärliga som de norske eller danske, varpå jag vill visa prov till middagen, då I ska få äta, dricka och slåss med de svenske, på det I må känna dem bättre och icke sörja mer."

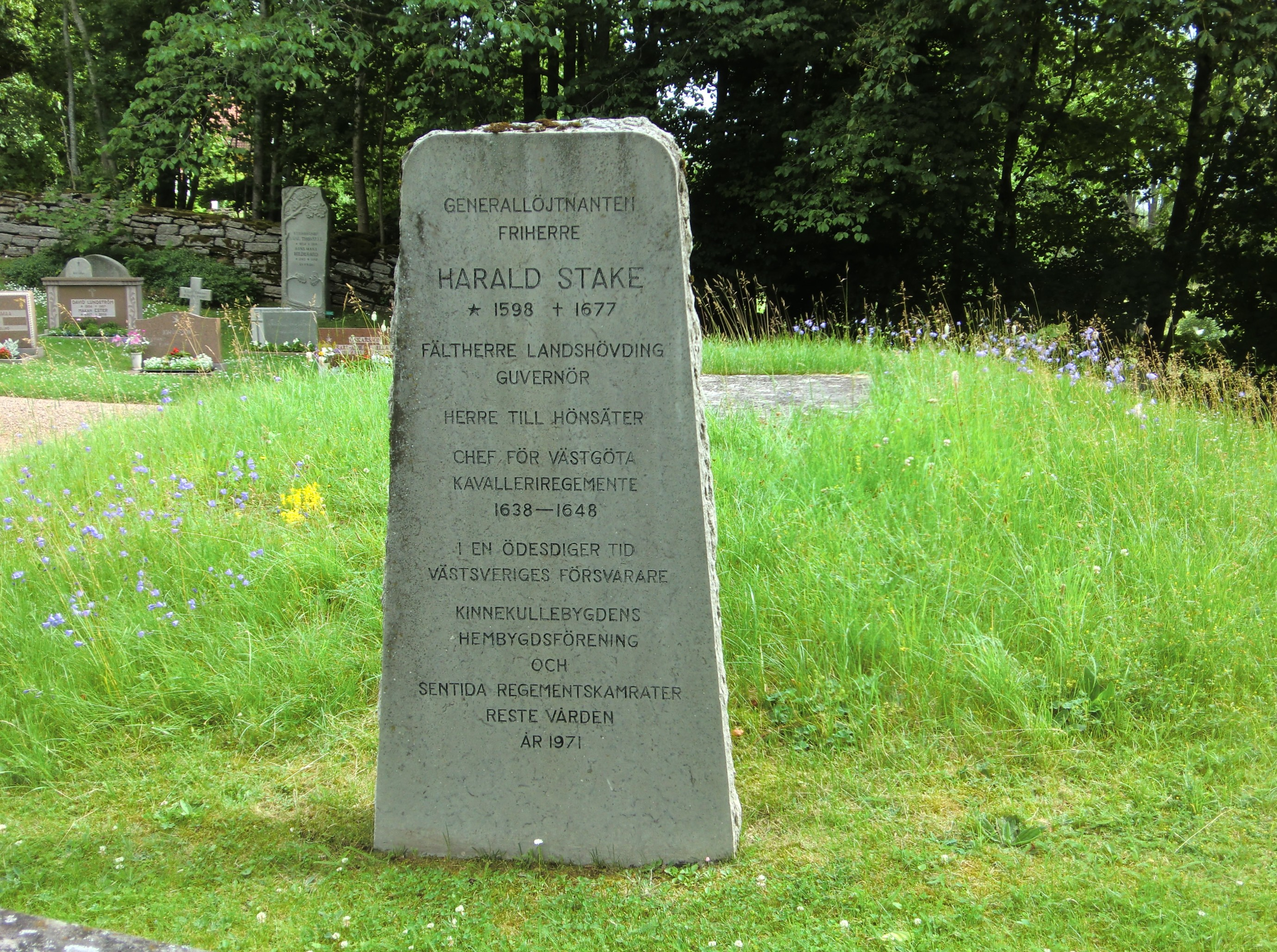
Gravvalv och minnessten över generallöjtnant Harald Stake, kyrkogården vid Österplana gamla kyrka, Kinnekulle.

Harald Stakes sista stora strid var under den Gyldenlöwska fejden, då den danske ståthållaren i Norge, general Ulrik Fredrik Gyldenlöwe fram till 17 augusti  1676 belägrade Bohus fästning. Stake, nu 78 år gammal, manade till anfall men fick dock själv hjälpas upp på sin häst. Även den kraftfullare belägringen av Bohus 1678 vanns av svenskarna.  Ett fredsfördrag undertecknades i Lund 1679. 
Efter att ha varit länets hövding i 19 år avgick han 1677, vid 79 års ålder, och drog sig tillbaka till det nyuppförda slottet Hönsäter, där han avled samma år.